# Adolf Bernhard Marx

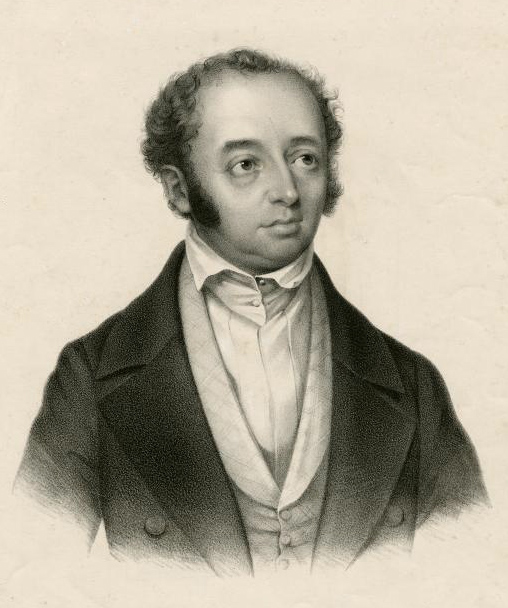
Adolf Bernhard Marx

Adolf Bernhard Marx (Halle, 1799. május 15. – Berlin, 1866. május 17.) német zenetudós.

## Életútja
Megalapította a Berliner Allgemeine Musikalische Zeitungot (1824-30); 1827-ben a marburgi, 1830-ban a berlini egyetemen lett a zeneelmélet tanára, utóbb itt zeneigazgató is. 1850-ben megalapította Kullakkal és Sternnel a Stern-konzervatoriumot, de 1856-ban ettől visszalépett. Nagybecsűek könyvei: a Logier tanaira alapított Die Lehre von der musikalischen Komposition (4 kötet, 1837-47, később Hugo Riemann adta ki 1887-től); Allgemeine Musiklehre (1839); Über Malerei in der Tonkunst (1828); Die alte Musiklehre im Streit mit unserer Zeit (1842); Die Musik des XIX. Jahrunderts und ihre Pflege (1855); Ludwig van Beethovens Leben und Schaffen (2 kötet, 1858, 4. kiad. Behncke Gusztávtól, 1884); Gluck und die Oper (2 kötet, 1863); Anleitung zum Vortrag Beethovenscher Klavierwerke (1863); Erinnerungen aus meinem Leben (2 kötet, 1865). Zeneművei elavultak.